# Cabezuela del Valle
Cabezuela del Valle (extremadurai nyelven Cabeçuela del Valli) település Spanyolországban, Cáceres tartományban. Cabezuela del Valle Aldeanueva de la Vera, Garganta la Olla, Piornal, Navaconcejo, Gargantilla, Hervás és Jerte községekkel határos. Lakosainak száma 2127 fő (2024).

## Népesség
A település népessége az elmúlt években az alábbi módon változott:
| Lakosok száma | 2375 | 2210 | 2198 | 2129 | 2428 | 2341 | 2335 | 2194 | 2141 | 2127 |
|               | 2001 | 2004 | 2006 | 2009 | 2011 | 2014 | 2016 | 2019 | 2021 | 2024 |